# 11240 Пізон
11240 Пізон (11240 Piso) — астероїд головного поясу, відкритий 24 вересня 1960 року.
Тіссеранів параметр щодо Юпітера — 3,626.
Названо на честь Віллема Пізона (англ. Willem Piso, 1611–1678) — голландського лікаря і натураліста.